# Škoda 1Tr
Der Škoda 1Tr war der erste Oberleitungsbus des tschechoslowakischen Herstellers Škoda. Der Škoda 1Tr war einer von drei Fahrzeugtypen, die für das neu eröffnete Obus-Netz in der Hauptstadt Prag gebaut wurden.

## Technik
Das Fahrgestell stammte vom Typ Škoda 553 ab, wurde aber an die Ausrüstung mit Traktionsmotor und elektrischer Ausrüstung angepasst. Die Karosserie lieferten die Škoda-Werke aus Mladá Boleslav, die elektrische Ausrüstung wurde von Škoda-Pilsen hergestellt. Die Holzkarosserie wurde mit Metallelementen und Blechaußenhaut verstärkt.
Bei dem Fahrzeug handelte sich um einen Oberleitungsbus mit einer Antriebsachse und zwei Laufachsen. Der Škoda 1Tr wurde mit elektromotorischen Bremsen, Druckluft- und Handbremsen ausgerüstet. Er wurde für den Linksverkehr konzipiert, dafür wurden auf der linken Seite zwei Falttüren eingebaut. Den Zugang zum Führerhaus ermöglichte eine zusätzliche, kleinere Tür. Nach Entstehung des Protektorats Böhmen und Mähren wurde der Obus auf Rechtsverkehr umgestellt.

## Prototyp
Der einzige Prototyp wurde 1936 gebaut. Zusammen mit den Baureihen Praga TOT und Tatra 86 war er für das erste „moderne“ Obusnetz der Tschechoslowakei geeignet (die früher in Betrieb genommene Obusnetze wurden nach dem Ersten Weltkrieg stillgelegt). Der Oberleitungsbus erhielt die Nummer 301. 1955 wurde der Obus ausgemustert. Ein Jahr später wurde er an das Technische Nationalmuseum in Prag übergeben, wo er jedoch 1961 verschrottet wurde.

## Lieferungen
| Staat            | Stadt  | Typ    | Lieferungsjahre | Stückanzahl | Nummerierung |  |
| ---------------- | ------ | ------ | --------------- | ----------- | ------------ |  |
| Tschechoslowakei | Prag   | 1Tr    | 1936            | 1           | 301          |  |
| Summe:           | Summe: | Summe: | Summe:          | 1           |              |  |